# Автоматизована система технологічної підготовки виробництва
Автоматизо́вана систе́ма технологі́чної підгото́вки виробни́цтва, АСТПВ, CAM (англ. Computer-aided manufacturing) — підготовка технологічного процесу виробництва виробів, орієнтована на використання ЕОМ. Під терміном розуміються як сам процес комп'ютеризованої підготовки виробництва, так і програмно-обчислювальні комплекси, використовувані інженерами-технологами.
Українським відповідником терміна є АСТПВ — автоматизована система технологічної підготовки виробництва. Фактично ж технологічна підготовка зводиться до автоматизації програмування устаткування з ЧПК (2-координатні лазерні верстати) (3- і 5-координатні фрезерні верстати з ЧПК; токарні верстати, оброблювальні центри; автомати подовжнього точіння і токарно-фрезерної обробки; ювелірне і об'ємне гравіювання).

## Програмне забезпечення: великі виробники
Кращі 20 найбільших CAM програмного забезпечення компанії, за прямими доходами в 2015 році, впорядкований по глобальним доходам:
- Dassault Systèmes: CATIA [Архівовано 4 вересня 2013 у Wayback Machine.] [1]
- Siemens AG: NX CAM [Архівовано 20 липня 2008 у Wayback Machine.] [2]
- Vero Software part of  HEXAGON: AlphaCAM, EdgeCAM, Machining Strategist, PEPS, SurfCAM, VISI, WorkNC / Dental [Архівовано 3 травня 2017 у Wayback Machine.]
- Autodesk Inc.: HSM (Works, Express, Inventor), PowerMill, PartMaker | FeatureCAM, ArtCAM, Fusion 360 [Архівовано 21 листопада 2008 у Wayback Machine.]
- Geometric Ltd.: CAMWorks [Архівовано 1 червня 2017 у Wayback Machine.][3]
- OPEN MIND Technologies: hyperMill [Архівовано 29 вересня 2016 у Wayback Machine.]
- Tebis Technische Informationssysteme AG: Tebis [Архівовано 27 листопада 2015 у Wayback Machine.]
- CNC Software Inc.: MasterCAM [Архівовано 10 травня 2022 у Wayback Machine.]
- 3D Systems: Cimatron, GibbsCAM [Архівовано 4 травня 2017 у Wayback Machine.]
- PTC: Creo [Архівовано 27 квітня 2017 у Wayback Machine.]
- CGTech: VERICUT [Архівовано 9 травня 2017 у Wayback Machine.]
- Missler Software: TopSolid [Архівовано 4 травня 2017 у Wayback Machine.]
- SPRUT Technology Ltd.: [Архівовано 16 травня 2017 у Wayback Machine.]SprutCAM [Архівовано 16 травня 2017 у Wayback Machine.], SprutCAM Robot [Архівовано 20 травня 2017 у Wayback Machine.]
- SAI Software: FlexiSign [Архівовано 22 квітня 2017 у Wayback Machine.]
- Gravotech Group: TYPE3 [Архівовано 5 травня 2017 у Wayback Machine.]
- MecSoft Corporation: VisualCAM (VisualMill, VisualTURN, VisualNEST, VisualART), RhinoCAM, FreeMill [Архівовано 3 червня 2017 у Wayback Machine.]
- C&G Systems: cam-tool [Архівовано 18 травня 2017 у Wayback Machine.]
- SolidCAM GmbH: SolidCAM [Архівовано 1 травня 2022 у Wayback Machine.]
- NTT Data Engineering Systems: Space-E (based on the Catia system) [Архівовано 11 травня 2017 у Wayback Machine.]
- BobCAD-CAM Inc.: BobCAD-CAM [Архівовано 5 травня 2017 у Wayback Machine.]